# Имунизација
Имунизација или вакцинизација је процес у којем излагањем организма на стране честице које су или деактивиране или благо активне, долази до стварања антитела, која доводе до имунитета организма.
Постоје четири врсте имунизације, а то су
- Природни активно стечен имунитет се јавља онда када организам ступи у контакт са антигенима. Организам одговара на овај онтакт производњом антитела и активирањен лимфоцита који или деактивирају или уништавају антиген. Овако стечен имунитет може бити или доживотни, као у случају са богињама, или у трајању од неколико година, као што је у случају са тетанусом.

- Природни пасивно стечен имунитет се јавља при преласку антитела са једног организма на други. Ово се дешава са мајке на фетус, путем плаценте. Ако је мајка имуна на болести типа полио вируса, преласком њених антитела путем плаценте, и новорођенче ће бити имуно на полио вирус. Нажалост ова врста имунитета траје свега неколико недеља до максимално пар месеци.

- Вештачки активно стечен имунитет реузлтира онда када је организму дата инјекција која садржи деактивиране или веома благо активне антигене, и у том случају форсира организам да ствара антитела. Овај метод се назива Вакцинација, а инјекција са ослабњеним или умртвљеним антигенима вакцина.

- Вештачки пасивно стечен имунитет резултује када организам изложимо већ створеним страним антителима. На пример, имамо један организам који иложимо анитегима, и заузврат тај организам ствара антитела. Из тог организма можемо да узмемо антитела (обичним вађењем крви), и у случају да дође до тровања другог организма, а ми имамо одређена антитела, можемо одмах да дамо инјекцију са већ спремним антителима, те други организам ни не мора да их ствара. Ова врста имунзације је веома краткорочна и употребљава се при рецимо тровању хране, Ботулизам.